# 小山嚴也
小山 嚴也（こやま よしなり、1967年 - ）は、日本の経営学者。関東学院大学学長。経営学専攻。東京都生まれ。横浜市出身。

## 略歴
- 1986年（昭和61年）3月 神奈川県立柏陽高等学校卒業
- 1991年（平成 3年） 3月 横浜国立大学経営学部卒業[1]
- 1993年（平成 5年） 3月 横浜国立大学大学院経営学研究科修士課程修了[1]
- 1996年（平成 8年） 3月 一橋大学大学院商学研究科博士後期課程単位修得退学[3]
- 1996年（平成 8年） 4月 山梨学院大学商学部専任講師[3]
- 1999年（平成11年） 4月 山梨学院大学商学部助教授[3]
- 2001年（平成13年） 4月 関東学院大学経済学部経営学科助教授[3]、横浜国立大学経営学部経営学科非常勤講師[4]
- 2007年（平成19年） 4月 関東学院大学経済学部経営学科准教授[3]
- 2010年（平成22年） 4月 関東学院大学経済学部経営学科教授、関東学院大学学生生活部長[3]
- 2011年（平成23年） 1月 明治大学博士（商学）[5]
- 2014年（平成26年） 4月 関東学院大学副学長[3]
- 2017年（平成29年） 4月 関東学院大学経営学部経営学科教授[3]
- 2019年（平成31年） 4月 関東学院大学経営学部長[3]
- 2021年（令和 3年） 4月 関東学院大学学長[6]

## 著書
- 『CSRのマネジメント : イシューマイオピアに陥る企業』白桃書房 2011年
- 『問いからはじめる現代企業 = INTRODUCTION TO THE MODERN CORPORATION』（出見世信之, 谷口勇仁共著）有斐閣 2018年